# Гридасова, Александра Романовна
Гридасова Алекса́ндра Рома́новна (1915—1982) — начальник Маглага СВИТЛа в 1943—1948 годах.

## Биография
Родилась в с. Кочетовка (ныне — Токаревского района Тамбовской области).
Образование — неоконченное среднее. Специальность — мастер по холодной обработке металлов.
В Магадан прибыла в сентябре 1939 года на пароходе «Феликс Дзержинский». Работала на различных должностях в системе «Дальстроя»-СВИТЛа (Северо-Восточного исправительно-трудового лагеря), в том числе начальником женского ОЛП (отдельного лагерного пункта), заместителем начальника, а с 22 июня 1943 года — начальником Маглага. В Магадане распоряжалась театром из заключённых музыкантов, певцов, артистов театра и кино.
Жители Магадана и заключённые называли её за глаза: «Мадам Гридасова».
Известный русский писатель, бывший колымский политзаключённый Варлам Шаламов в своём рассказе «Иван Фёдорович» (цикл «Колымские рассказы») вывел Гридасову в образе «комсомолки Рыдасовой»: «Иван Фёдорович особенно заботился о своём сердце после недавней женитьбы на двадцатилетней комсомолке Рыдасовой. Иван Фёдорович сделал её своей женой, начальницей большого лагерного отделения — хозяйкой жизни и смерти многих тысяч людей. Романтическая комсомолка быстро превратилась в зверя. Она ссылала, давала дела, сроки, „довески“ и стала в центре всяческих интриг, по-лагерному подлых».
Иначе описывает её в воспоминаниях «Крутой маршрут» Евгения Гинзбург: «Александра Романовна Гридасова была молодая и красивая жена старого генерала Никишова. Ради неё он оставил свою прежнюю семью, пережил некоторые неприятности в Москве, но зато теперь именно эта красотка жила с ним в отгороженном высоким забором доме. Те зэкашки, которым посчастливилось попасть в штат некоронованной колымской королевы, вечно рассказывали разные истории о ларцах с драгоценностями, о пышных пиршествах, о том, что у Александры Романовны больше платьев, чем у покойной императрицы Елизаветы Петровны».
Гридасова помогла Евгении Гинзбург «выписать с материка» сына — в будущем знаменитого писателя Василия Аксенова. До этого Гинзбург девять раз получала официальные отказы на просьбы разрешить сыну жить в Магадане.
Член ВКП(б) с 1940 года. Депутат первого Магаданского городского Совета депутатов трудящихся (1947).
Сожитель — начальник «Дальстроя» И. Ф. Никишов (1894—1958), ранее отправивший свою семью на «материк». Именно он устроил Гридасову на должность начальника Маглага.
В конце декабря 1948 года уволена из «Дальстроя» и выехала на материк. Жила в Москве.
О московском периоде жизни Гридасовой упоминает Е. Гинзбург в своих воспоминаниях «Крутой маршрут»: «Судьба ее в дальнейшем сложилась жестоко. После разжалования генерала Никишова, после обнаружения связи Александры Романовны с другим она оказалась в Москве с двумя или тремя ребятами на руках и с пьяницей-мужем. В ее пользу говорит, безусловно, и тот факт, что из периода своего единодержавного управления Колымой она не вынесла денежных запасов. И в шестидесятых годах ее телефонный звонок нередко звучал в квартирах реабилитированных, бывших объектов ее милосердия. Александра Романовна просила двадцатку до мужниной зарплаты. И никто из реабилитированных ей не отказывал».
Умерла в 1982 году.

## Награды
- Награждена орденом Трудового Красного Знамени (1945), медалями «За трудовую доблесть» (1943) и «За победу над Японией» (1945), значком «Отличник-дальстроевец».